# Fluckite
La fluckite è un minerale.